# Parque del Cubillas

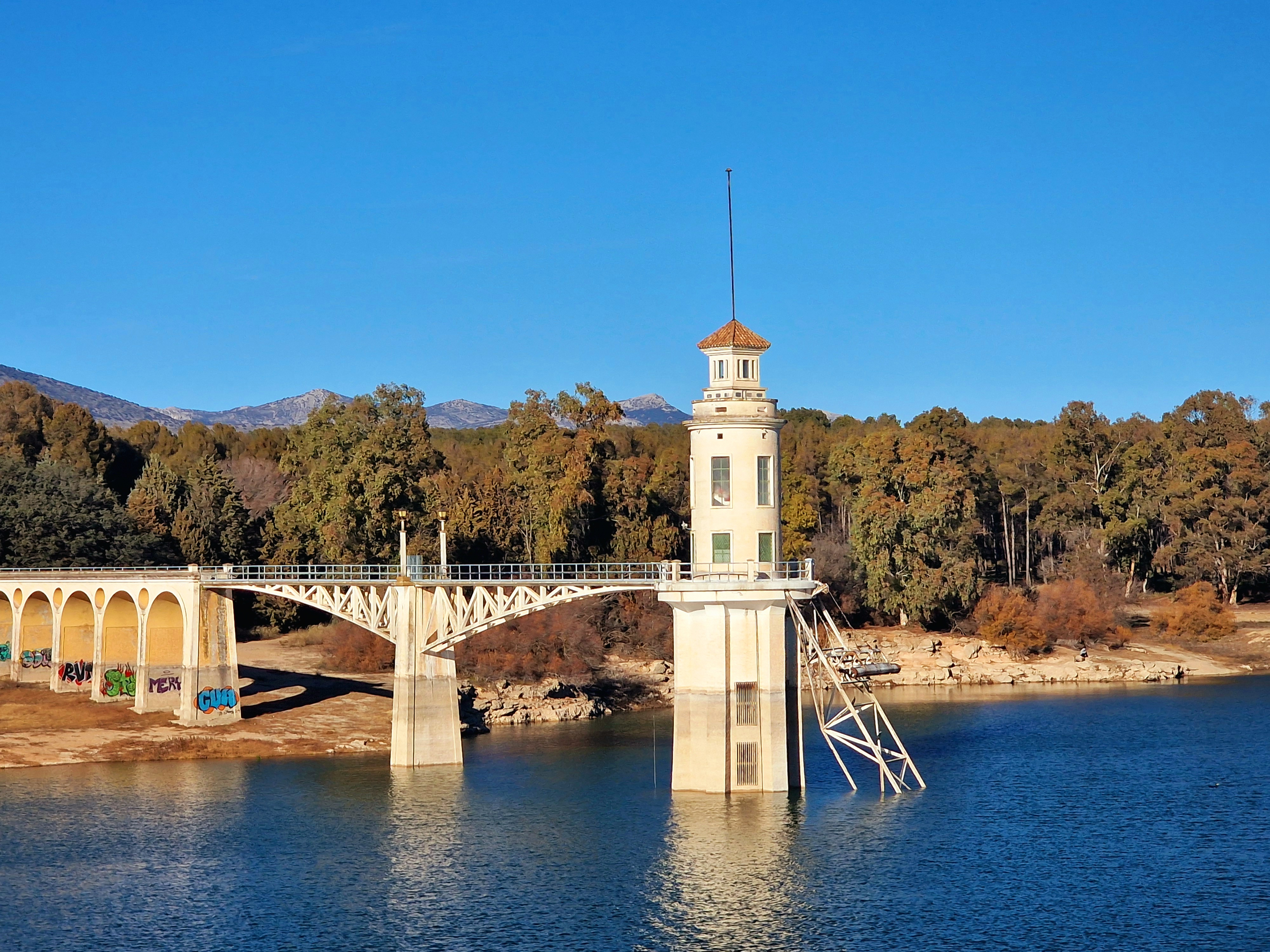
Torre del embalse del Cubillas, junto a la localidad

Parque del Cubillas es una localidad y pedanía española perteneciente al municipio de Albolote, en la provincia de Granada, comunidad autónoma de Andalucía. Está situada en la parte septentrional de la comarca de la Vega de Granada. Cerca de esta localidad se encuentran los núcleos de El Chaparral, Caparacena y El Aire.

## Historia
El Parque del Cubillas, creado en la segunda mitad siglo XX, es una de las urbanizaciones más antiguas de Granada, y la primera en desarrollarse bajo el modelo francés de propiedad horizontal. La legislación hizo de ésta un enclave de interés turístico nacional, lo que impidió, durante más de cuarenta años, la regularización de su situación urbanística.
En 2012, con la firma de la recepción entre la comunidad de propietarios y el ayuntamiento de Albolote, éste recibió los espacios libres y viales, y la urbanización los espacios privados, de unos 14.000 m².

## Demografía

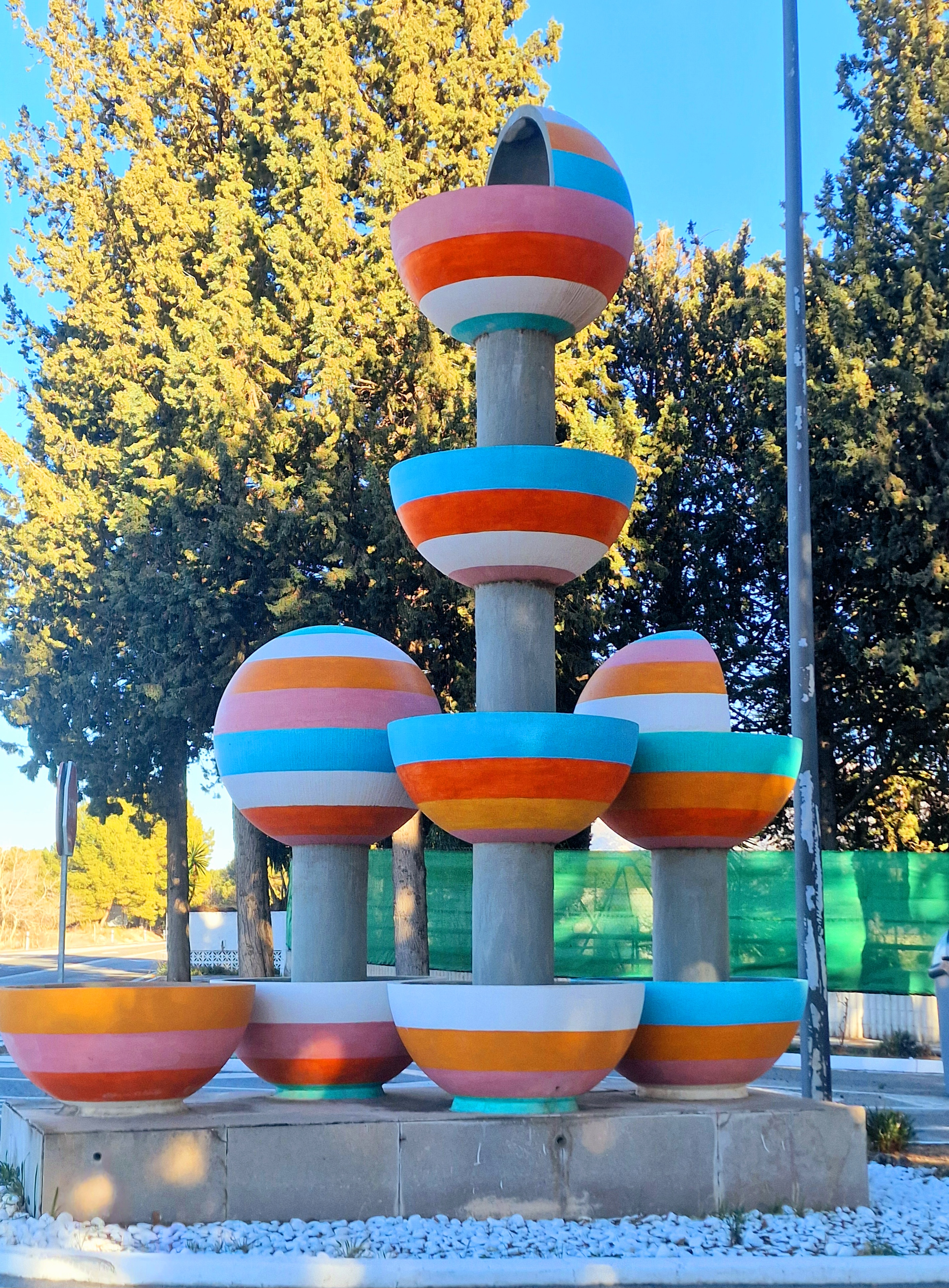
Escultura en la avenida de las Nieves, en la entrada a la localidad

Según el Instituto Nacional de Estadística de España, en el año 2024 Parque del Cubillas contaba con 621 habitantes censados, lo que representa el 3,17% de la población total del municipio.

### Evolución de la población
| Gráfica de evolución demográfica de Parque del Cubillas entre 2014 y 2024 |
|                                                                           |
| Datos según el nomenclátor publicado por el INE.                          |

## Comunicaciones

### Carreteras
Las principales vías de comunicación que transcurren junto a esta localidad son:
| Identificador | Denominación               | Itinerario                     |
| ------------- | -------------------------- | ------------------------------ |
| N-323a        | Carretera de Sierra Nevada | Bailén - Motril                |
| A-4076        | Carretera de Colomera      | Parque del Cubillas - Colomera |

Algunas distancias entre Parque del Cubillas y otras ciudades:
| Ciudades | Distancia (km) |
| -------- | -------------- |
| Albolote | 8              |
| Granada  | 19             |
| Jaén     | 76             |
| Almería  | 166            |
| Murcia   | 286            |